# 名古屋经济大学短期大学部
名古屋经济大学短期大学部（日语：／ Nagoya Keizai Daigaku Tankidaigakubu *），简称名经短，是過一所位于日本爱知县犬山市的私立短期大学，於2018年停辦。前市邨学园短期大学（日语：／ Ichimura Gakuen Tankidaigaku *）。

## 概要

### 简介
- 源流成立于1907年[1]、短期大学为于1955年开办[1]、由学校法人市邨学园经营。男女同校[2]从2002年。

### 历史
- 1965年 市邨学园短期大学成立并同时设置两个学科即家政科、商经科[1]。
- 1967年 保育科成立[1]。家政科分离为两个专攻即家政专攻和食物专攻[3]。
- 1988年 英语科成立[1]。
- 1990年 家政科变更为生活文化学科、两个专攻（即家政专攻和食物专攻）各自变更为即生活文化专攻和食物营养专攻[3]。
- 2002年 英语科改编为现代传播学科[注 4]、改校名为名古屋经济大学短期大学部[1]。
- 2004年 三个学科即生活文化学科含生活文化专攻和食物营养专攻、商经科、现代传播学科[注 4]各自招生最后、次年停止招生。次年合并为职业设计学科[1]。
- 2006年 今年3月31日两个学科即商经科、现代传播学科[注 4]各自正式停办[3]。
- 2007年 今年3月31日生活文化学科两个专攻即生活文化专攻和食物营养专攻各自正式停办[3]。
- 2009年 职业设计学科校园迁址至爱知县中村区名驿[1]。

### 宪章
- 请参看名古屋经济大学短期大学部的标志（页面存档备份，存于） （日語） 2014年1月25日阅览。

## 学校环境
- 犬山校区：在爱知县犬山市
  - 保育科和前生活文化学科（生活文化专攻・食物营养专攻）、商经科、现代传播学科[注 4]
- 名驿卫星校区：在爱知县中村区名驿4-25-13
  - 职业设计学科

## 历任校长
- 石川清一：第一代短期大学校长[4]。
- 佐佐木雄太：现在短期大学校长[5]

## 组织

### 学科
- 职业设计学科
- 保育科

### 前学科
- 生活文化学科[注 1][注 2]
  - 生活文化专攻[注 1][注 2]
  - 食物营养专攻[注 1][注 2]
- 商经科[注 1][注 3]
- 现代传播学科[注 4][注 1][注 3]

### 专科
| - 没有 |

### 业余课程
| - 没有 |

### 附属学校
| - 前市邨学园短期大学附属幼儿园：成立于1968年。 |

## 相关链接
- 日本短期大学列表
- 名古屋经济大学